# امتناع عن الملذات

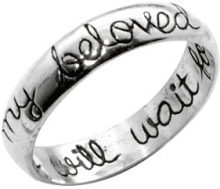
يتم ارتداء خواتم الطهارة للشباب الملتزمين عدم ممارسة الجنس قبل الزاوج.

الامتناع عن الملذات هو فعل طوعي يتضمن الامتناع عن الانغماس في الرغبات أو الشهوات لنشاط جسدي معين والذي عادة ما يجلب المتعة للجسد. معظم هذه الأنشطة يتضمن الامتناع عن الجماع، تناول الكحول، تناول الطعام. قد تعود هذه الممارسة إلى أسباب منع دينية أو ممارسات عملية. ويعتبر الصوم من أحد أشهر أشكال الامتناع عن الملذات.
كان الامتناع عن ممارسة الجنس هو النهج السائد في السياسة الاجتماعية تجاه أصحاب "المخاطر العالية" السلوك في الولايات المتحدة، والذي يعتمد عادةً على فرضية مفادها أن فئات معينة من الأشخاص يرثون سلوكيات مرفوضة بطبيعتها ويجب التخلص منها، وحتى عندما تكون إلحاق الضرر ضئيلة نسبيًّا.

## اقرأ أيضا
- عفة